# سباستین (فیلم)
سباستین (انگلیسی: Sebastiane) فیلمی به کارگردانی درک جارمن است که در سال ۱۹۷۶ منتشر شد. از بازیگران آن می‌توان به ریچارد وارویک اشاره کرد.